# Kawasaki W800
Kawasaki W800 je retro motocykl kategorie nakedbike, vyvinutý firmou Kawasaki. Je vyráběn od roku 2011. Jeho předchůdce byl motocykl Kawasaki W650.
Kawasaki W800 je motocykl retro stylu. Původní řada W byly inspirována motocykly BSA A7. Dalším pokračovatelem řady byl model Kawasaki W650, který byl vyráběn v letech 1999 až 2007. Na rozdíl od W650 je místo karburátoru vybaven vstřikováním paliva a má pouze elektrický startér. Motor je vysokozdvihý řadový dvouválec s královskou hřídelí.

## Technické parametry
- Rám: dvojitý ocelový
- Suchá hmotnost vozidla:
- Pohotovostní hmotnost vozidla: 217 kg
- Maximální rychlost: km/h
- Spotřeba paliva: 4,5 l/100 km